# Empis nitidissima
Empis nitidissima är en tvåvingeart som beskrevs av Gabriel Strobl 1893. Empis nitidissima ingår i släktet Empis och familjen dansflugor. Inga underarter finns listade i Catalogue of Life.